# Nelle tenebre della metropoli
Nelle tenebre della metropoli (Hangover Square) è un film del 1945 diretto da John Brahm.
È ispirato a The Man with Two Minds, un romanzo dello scrittore inglese Patrick Hamilton pubblicato a Londra nel 1941.

## Trama
Nella Londra dei primi del Novecento, il compositore George Harvey Bone soffre di una strana forma di schizofrenia che scatena in lui una violenza inaudita quando gli accade di sentire dei rumori troppo dissonanti. Durante questi raptus l'uomo è capace di uccidere per poi non ricordare assolutamente più nulla una volta ripresosi dalle sue crisi.
Bone è sottoposto a un forte stress poiché è intento a terminare un concerto per pianoforte ed orchestra commissionatagli dal suo futuro suocero, il ricco Sir Henry Chapman, e, quando uno dei suoi vecchi debitori cerca di truffarlo, diventerà vittima di uno dei raptus dell'uomo.
Il dottor Allen Middleton, uno psicologo in servizio per conto di Scotland Yard, sospetta del delitto il compositore pur non avendone le prove, ma fa intendere all'uomo di cercare una cura per il suo male. Seguendo i consigli di Middleton, Bone si reca una sera a un concerto dove conosce la cantante Netta Longdon, di cui si innamora perdutamente, sebbene abbia già una relazione sentimentale con la giovane Barbara Chapman. Tuttavia, quando quest'ultima rivela a Bone che il suo componimento è assai mediocre, l'uomo l'aggredisce e la ragazza riesce a sfuggire per miracolo alla sua furia assassina, che però si scaglia contro la sua amante Netta, sospettata dall'uomo di essergli infedele. Il raptus assassino di Bone raggiungerà il suo apice quando tenta di appiccare il fuoco nella sala da concerto, ma ne rimarrà egli stesso vittima.

## Produzione
Le riprese del film, prodotto dalla Twentieth Century Fox Film Corporation con il sistema audio Western Electric Recording, durarono da fine agosto al 4 novembre 1944. Scene aggiunte vennero girate a metà novembre.

## Distribuzione
Distribuito dalla Twentieth Century Fox Film Corporation, il film fu presentato in prima a New York il 7 febbraio 1945.